# ボンバーマンジェッターズ オリジナルサウンドトラック
『ボンバーマンジェッターズ オリジナルサウンドトラック』は2003年5月21日にコナミミュージックエンタテインメントから発売されたサウンドトラックである。

## 概要
ハドソンのゲーム「ボンバーマン」を題材としたテレビアニメ『ボンバーマンジェッターズ』のサウンドトラック。作中で使用されたBGMやオープニング・エンディングテーマが収録されている。

## 収録曲
トラック1、3、4、5、6、7、8、9、10、11、12、13、14、15、16、17、18、19、20、21、22、23、24、25、26、27、28、29、30、31、32、33、34、36 - 作・編曲：丸山和範
1. ヒゲヒゲ団のテーマ
2. 僕は崖っぷち（TVバージョン）
歌：すわひでお、作詞：すわひでお、作・編曲：古川竜也
オープニングテーマ
3. ジェッターズのテーマ
4. ヒゲヒゲ団のマーチ
5. ジェッターズ出動!
6. マイティとシロボンのテーマ
7. スカイジェッター
8. ムジョーのテーマ
9. ヒゲヒゲ団 1
10. ヒゲヒゲ団 2
11. Dr.メカードのテーマ
12. MAXのテーマ
13. 見知らぬ惑星 1
14. 見知らぬ惑星 2
15. 見知らぬ惑星 3
16. ジェッターズVSヒゲヒゲ団～追跡
17. ジェッターズVSヒゲヒゲ団～緊張
18. BAR TOUKO BGM 1
19. BAR TOUKO BGM 2
20. パニック!パニック!! 1
21. パニック!パニック!! 2
22. ルーイとシロボン
23. シャウトのテーマ
24. バーディのテーマ
25. ガングとボンゴ
26. シャウトたちのオフタイム
27. マイティの面影
28. Memories of Baloons
29. 合体ボンバーマン登場
30. 作戦開始!
31. ジェッターズ危機一髪
32. 怒りのボンバーシュート
33. お別れのとき
34. ジェッターズは行く!
35. 小さな頃の小さな記憶
歌：松本あすか、作詞：松本あすか、作曲：丸山和範、編曲：井内正博
エンディングテーマ
36. マイティとシロボンのテーマ～ピアノバージョン

## スタッフ
（出典:）

### 音楽制作スタッフ
- 作・編曲：丸山和範
- ベース：青木智仁
- ドラムス：渡嘉敷祐一
- ギター：梶原順
- パーカッション：大石真理恵
- シンセサイザー：田代修二
- サキソフォーン：ロバート・ザンク
- トランペット：エリック宮城、横山均
- トロンボーン：松本治、広原正典
- フルート：旭孝
- ホルン：西條貴人
- ストリングス：桑野聖グループ
- エンジニア：後藤博
- アシスタント：渋沢俊介
- マニピュレーター：本田洋一郎
- 録音・ミックス：コロムビアスタジオ
- 制作協力：フロム・サーティー
- プロデューサー：池田孝治、松下眞子
- 音楽制作：株式会社コナミミュージックエンタテインメント

### アニメスタッフ
- 原案：ハドソン
- 企画：松下洋子
- 企画原案：藤原茂樹（ハドソン）
- 監督：小寺勝之
- シリーズ構成：前川淳
- クリエイティブディレクション・キャラクター原案：水野祥司（ハドソン）
- キャラクターデザイン・総作画監督：香川久
- メカニックデザイン：常木志伸
- 美術監督：坂本信人
- 色彩設計：もちだたけし
- 撮影監督：近藤慎与
- 編集：松村正宏
- 音楽：丸山和範
- 音響監督：郷田ほづみ
- アニメーション制作：スタジオディーン
- プロデューサー：山川典夫（テレビ東京）、すぎやまあつお
- 製作：テレビ東京、NAS